# Artaphernes (Gesandter)
Artaphernes (auch Artaphrenes) war ein vornehmer Perser, der während des  Peloponnesischen Kriegs 425 v. Chr. als Gesandter des Großkönigs Artaxerxes I. nach Sparta gehen sollte. In einem Brief, den Artaphernes zu überbringen hatte, beklagte sich Artaxerxes, dass er nicht wisse, was die Spartaner von ihm wollten. Die ihm bisher geschickten Botschaften seien nämlich widersprüchlich gewesen. Daher sollte eine Delegation mit Artaphernes an den persischen Hof reisen und ihn über die wahren Wünsche Spartas informieren. Auf dem Weg dorthin wurde Artaphernes aber vom Athener Aristeides, Sohn des Archippos, in Eion am Strymon in Thrakien abgefangen und nach Athen gesandt. Die über den Inhalt des Briefes des Artaxerxes unterrichteten Athener hielten es für eine gute Gelegenheit, ihrerseits eine Allianz mit Persien zu schließen, und schickten daher Artaphernes in Begleitung einiger Delegierter an Bord einer Galeere nach Ephesos. Bei der Ankunft in dieser Stadt erfuhren die athenischen Gesandten vom Tod des Großkönigs und kehrten wieder heim.